# Мосар (Ушачский район)
Мо́сар (бел. Мо́сар) — деревня в Ушачском районе Витебской области Белоруссии.
Расположен в 48 км от города и железнодорожной станции Полоцк, в 18 км от Ушач.

## История
Впервые упоминается в XVI в. как имение и село в составе Полоцкого воеводства. Во 2-й половине XVIII в. принадлежал Гребницким, некоторое время имением владели также Кублицкие. В XIX в. — деревня в Лепельском уезде Витебской губернии. Согласно инвентаря 1846 г., центр одноимённого имения (876 крестьянских душ), владение помещицы М. Щит-Корсак. Имелся хлебозапасный магазин, корчма, мельница.
В 1871 г. открыто народное училище. Во 2-й пол. XIX в. построена каменная православная церковь Сретения Господня. Ежегодно 29 июня, 8 сентября и 13 ноября проводились ярмарки.
В начале XX века — имение графини Ж. Забелло.
В 1924 г. создана рабочая школа, сельскохозяйственная артель «Мосар», сапожная мастерская. С 20 августа 1924 г. — центр Мосарского сельсовета Ушачского района. В 1930 г. создан колхоз «Отважный борец» («Атважны барацьбіт»). Действовали кузница и столярная мастерские.
В 1941 г. 43 двора, 85 жителей. В Великую Отечественную войну 11 жителей погибли на фронте, 5 — в партизанах, 3 угнаны в немецкий плен.
С 1969 г. — центральная усадьба колхоза «Отважный борец». С 2004 г. — в составе Сорочинского сельского совета.

## Достопримечательности

### Утраченные
- Православная церковь Сретения Господня (2-я пол. XIX в.)

## Население
- 1941 г. — 85 жителей
- 1969 г. — 143 жителей
- 2000 г. — 319 жителей[4]
- 2019 г. — 111 жителей[1]

## Предприятия и организации
В Мосаре находятся библиотека, сельский клуб, фельдшерско-акушерский пункт.